# مقاطعة كاردينال كارو
مقاطعة كاردينال كارو (بالإسبانية: Cardenal Caro Province)‏ هي واحدة من ثلاث مقاطعات في إقليم أوهيغينز. تأسست في 26 اكتوبر 1979 وتبلغ مساحتها حوالي 3,295 كيلومتر مربع . وفقاً لتقديرات عام 2023 ,عاصمتها مدينة بتشيلمو .